# أتايال

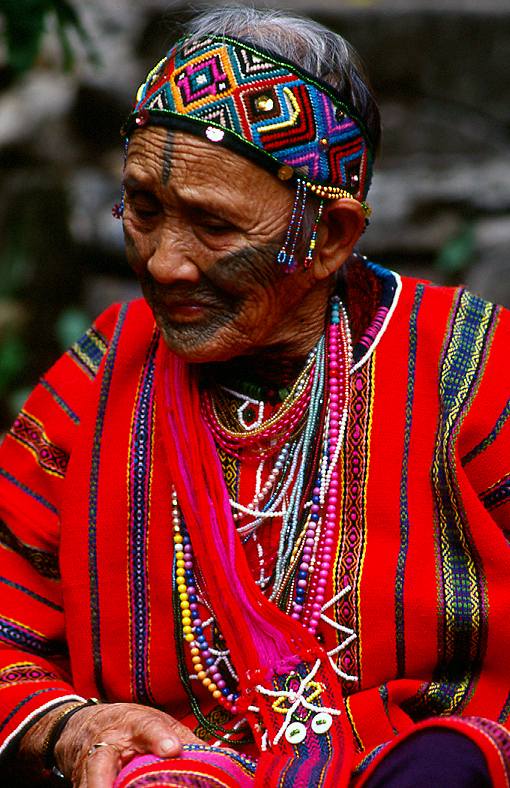
امرأة من قبيلة الأتايال مع وشم على وجهها كرمز للنضوج، هذه العادة كانت للرجال والنساء، هذا العرف كان ممنوع في القوانين اليابانية

أتايال (بالصينية:泰雅، بالإنجليزية:Atayal)، هي قبيلة من قبائل السكان الأصليين التايوانيين، يطلق عليهم أيضاً اسم تايال وتايان. عام 2000 بلغ عدد القبيلة 91,883 نسمة، وهذا كان ما يقارب 23.1% من مجموع سكان تايوان الأصليين، مما يجعلهم ثاني أكبر مجموعة قبلية. معنى أتايال هو «شخص حقيقي» أو «رجل شجاع».

## القصة الشعبية ووشم الأتايال
وفقا لقصص يرويها كبارهم، ظهر أسلاف الأتايال الأوليين عندما تحطم حجر يسمى «بينسبكات» إلى أجزاء. حيث كان هناك ثلاثة أشخاص، ولكن شخص واحد قرر العودة إلى داخل الحجر. فبقي رجل واحد وامرأة واحدة عاشا معاً لفترة طويلة جداً وكانا يحبان بعضهما البعض كثيراً. لكن الرجل كان خجولاً ولم يجرؤ على الاقتراب منها. بعدئذ خطرت على بال الفتاة فكرة. حيث غادرت لمنزلها ووجدت بعض الفحم فقامت بتسويد وجهها حتى تبدو كأنها فتاة أخرى مختلفة.
بعد عدة أيام، تسللت عائدة إلى منزلها وظنها الرجل فتاة أخرى وعاشوا بعدها في سعادة تامة. لم يمض وقت طويل بعد ذلك، أنجب الزوجان أطفالاً، لإنجاز مهمة انجاب جيل قادم. فالعرف الموجود عند الأتايال عن توشيم الوجه يعتقد بأنه أتى من قصة الفتاة التي سوّدت وجهها. هذا العرف بالتوشيم الوجهي المسمى (Ptasan) يتطلب من الفتاة أولاً أن تتعلم الحياكة والزراعة قبل أن تحصل على «زينة» الوجه. وشم الذكور هو بسيط نسبياً، مع مجرد شريطين أسفل الذقن والجبين.